# Jean Baptiste Tine
Jean Baptiste Tine est un général de corps d'armée et homme politique sénégalais né le 4 septembre 1961 à Thiès. Depuis avril 2024, il occupe la fonction de ministre de l'Interieur et de la Sécurité publique.

## Biographie
Jean Baptiste Tine est diplômé de l’Académie royale militaire de Meknès au Maroc, ainsi que de l'École des officiers de la Gendarmerie nationale de Melun en France.
Jean Baptiste Tine entre en service le 1er septembre 1981. Le 1er octobre 1984, il est promu sous-lieutenant, puis lieutenant en 1986, capitaine en 1991. Il est commandant de la compagnie de Saint-Louis entre août 1994 et août 1995, puis de la compagnie de Ziguinchor entre septembre 1995 et mars 1996. Tine est nommé chef d’escadron en 1997, lieutenant-colonel en 2003 puis colonel en 2006.
En 2013, il est nommé général de brigade.
Par ailleurs, il a occupé le poste de commandant des écoles de la gendarmerie. Il a également contribué à des réformes majeures de la gendarmerie mobile, de son déploiement territorial et de la logistique.
Il termine sa carrière militaire en étant haut-commandant de la Gendarmerie nationale entre novembre 2019 et février 2021 sous la présidence de Macky Sall,.

### Parcours politique
Le 5 avril 2024, Jean Baptiste Tine est nommé ministre de l'Intérieur et de la Sécurité publique dans le gouvernement Sonko.